# Раковцы (Минская область)
Раковцы (бел. Ракаўцы) — деревня в Борисовском районе Минской области Беларуси. Входит в состав Пригородного сельсовета.

## География
Деревня находится в северо-восточной части Минской области, к востоку от автодороги Н-8124, на расстоянии приблизительно 14 километров (по прямой) к северу от города Борисов, административного центра района. Абсолютная высота — 185 метров над уровнем моря. Площадь населённого пункта — 0,185 км².

## История
По письменным источникам деревня известна с XVIII века. В 1897 году входила в состав Борисовского уезда Минской губернии, насчитывалось 35 дворов и 208 жителей. Имелась часовня.
По состоянию на 1909 год, в Раковцах имелся 41 двор и проживал 291 человек. В административном отношении деревня входила в состав Кищино-Слободской волости. В 1912 году была открыта земская школа.
В 1930 году, в ходе проведения коллективизации, был образован колхоз «7-й съезд Советов».
До 8 февраля 2010 года деревня входила в состав Бродовского сельсовета.

## Население
По данным переписи 2019 года, в деревне проживало 9 человек.
| Год  | Население, человек |
| ---- | ------------------ |
| 1800 | 73                 |
| 1897 | ↗ 208              |
| 1909 | ↗ 291              |
| 1917 | ↘ 245              |
| 1926 | ↗ 260              |
| 1960 | ↘ 192              |
| 1988 | ↘ 31               |
| 2008 | ↘ 11               |
| 2009 | ↗ 12               |
| 2019 | ↘ 9                |